# Еберхард III (Катценелнбоген)
Еберхард III фон Катценелнбоген (на немски: Eberhard III von Katzenelnbogen; † 13 декември 1328) е граф на горното графство Катценелнбоген (около Дармщат).

## Произход и наследство
Той е големият син на граф Бертхолд III фон Катценелнбоген († 1321) и съпругата му Аделхайд фон Сайн († сл. 1347), дъщеря на граф Йохан I фон Сайн († 1324) и Елизабет фон Хесен († 1293), дъщеря на ландграф Хайнрих I фон Хесен и първата му съпруга принцеса Аделхайд фон Брауншвайг-Люнебург. Внук е на граф Еберхард I фон Катценелнбоген († 1311) и съпругата му Елизабет фон Епщайн († 1271). По-малкият му брат е Йохан III († 1357), граф на Катценелнбоген.
След смъртта на синът му Еберхард IV през 1354 г. горното графство Катценелнбоген е наследено от Дитер VIII (1340 – 1402), син на братовчед му граф Йохан II фон Катценелнбоген († 1357).

## Фамилия
Еберхард III се жени на 14 януари 1327 г. за Агнес фон Бикенбах (* пр. 1312; † ок. 1351/8 март 1354), дъщеря на Улрих I фон Бикенбах († 1339) и Елизабет фон Изенбург-Лимбург († ок. 1347), дъщеря на Йохан I фон Изенбург-Лимбург. Те имат две деца:
- Еберхард IV фон Катценелнбоген (* 1327; † 1354), линията измира
- Елизабет фон Катценелнбоген (* 1328; † сл. 16 април 1385), омъжена сл. 3 април 1347 г. за шенк Еберхард VIII фон Ербах-Ербах († 3 септември 1373)